# Шаљиновица
Шаљиновица (алб. Shalinovicë) је насеље у општини Исток на Косову и Метохији.

## Демографија
Насеље има албанску етничку већину,
Број становника на пописима:
- попис становништва 1948. године: 230
- попис становништва 1953. године: 244
- попис становништва 1961. године: 287
- попис становништва 1971. године: 321
- попис становништва 1981. године: 382
- попис становништва 1991. године: 381